# Bistum Celje
Das Bistum Celje (lat.: Dioecesis Celeiensis) ist eine Diözese der römisch-katholischen Kirche in Slowenien mit Sitz in Celje.

## Geschichte
Das Bistum Celje wurde am 7. April 2006 durch Papst Benedikt XVI. mit der Apostolischen Konstitution Varia inter munera aus Gebietsabtretungen des Erzbistums Maribor errichtet und diesem als Suffraganbistum unterstellt.

## Bischöfe von Celje
- Anton Stres CM, 2006–2009, dann Koadjutorerzbischof von Maribor
- Stanislav Lipovšek, 2010–2018
- Maksimilijan Matjaž, seit 2021